# La Motte-Saint-Jean
La Motte-Saint-Jean è un comune francese di 1 230 abitanti situato nel dipartimento della Saona e Loira nella regione della Borgogna-Franca Contea.

## Società

### Evoluzione demografica
Abitanti censiti